# Чапин (Јужна Каролина)
Чапин (енгл. Chapin) град је у америчкој савезној држави Јужна Каролина.

## Демографија
По попису из 2010. године број становника је 1.445, што је 817 (130,1%) становника више него 2000. године.
| Група             | 2000.       | 2010.         |
| Белци             | 577 (91,9%) | 1.157 (80,1%) |
| Афроамериканци    | 40 (6,4%)   | 169 (11,7%)   |
| Азијати           | 1 (0,2%)    | 19 (1,3%)     |
| Хиспаноамериканци | 4 (0,6%)    | 75 (5,2%)     |
| Укупно            | 628         | 1.445         |